# سولوکتیدیل
سولوکتیدیل (انگلیسی: Suloctidil) نوعی آمینوالکل است که قبلاً به عنوان وازودیلاتور مورد استفاده بود، اما به دلیل عوارض جانبی از بازار جمع‎ آوری گردید.